# Chan Chak
Chan Chak (chinesisch 陳策 / 陈策, Pinyin Chén Cè; * 2. April 1915 in Hainan; † 31. August 1949 in Guangzhou) war ein chinesischer Admiral der Marine der Republik China.
Im Jahr 1941 führte Chan Chak mehrere britische Truppen zum Durchbruch durch Hongkong und erreichte Huizhou. Chan stammt aus Hainan und war in den letzten Jahren der Qing-Dynastie Midshipman in der Stadt Canton (heute Guangzhou), als er ein überzeugter Republikaner wurde. Während der Warlord-Ära nahm er an mehreren Marineeinsätzen in Südchina teil. 1923 wurde er zum Oberbefehlshaber der Guangdong-Flotte ernannt, die später in 4. Flotte der Marine der Republik China umbenannt wurde.
Zu Beginn des Zweiten Chinesisch-Japanischen Krieges erhielt Chan zusätzlich die Position des Kommandeurs der Festungen von Humen. Während einer Schlacht dort im Jahr 1938 wurde sein linkes Bein verletzt, was schließlich eine Amputation erforderlich machte.
1942 wurde er ehrenhalber als Knight Commander des Order of the British Empire ausgezeichnet.
Von 1945 bis 1946 war Chan Bürgermeister von Guangzhou, er starb am 31. August 1949 im Alter von 55 Jahren.